# Liste der Autobahnen in Marokko

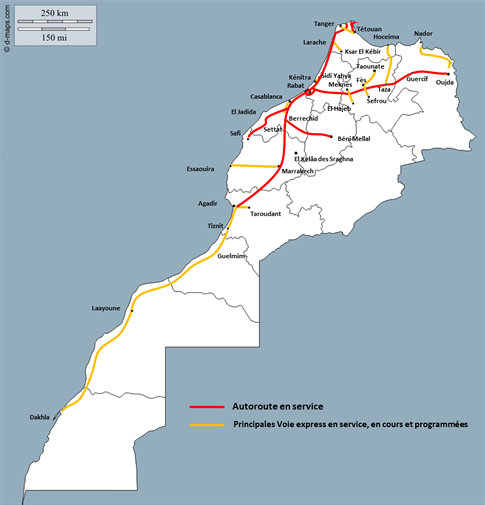
Das Netz der Autobahnen (rot) und anderer Fernstraßen (gelb) in Marokko und der Westsahara

Das Autobahnnetz in Marokko umfasst derzeit sechs Autobahnen. Die Autobahnen sind mautpflichtig.

## Liste der Autobahnen
| Nummer | Name der Autobahn       | Verlauf                                                                        | Länge  |
| ------ | ----------------------- | ------------------------------------------------------------------------------ | ------ |
| A1     | Rabat – Safi            | Rabat – Mohammedia – Casablanca – El Jadida – Safi                             | 296 km |
| A2     | Rabat – Oujda           | Rabat – Khémisset – Meknès – Fès – Taza – Oujda                                | 443 km |
| A3     | Casablanca – Agadir     | Casablanca – Berrechid – Settat – Marrakesch – Chichaoua – Agadir              | 428 km |
| A4     | Berrechid – Beni Mellal | Berrechid – Khouribga – Oued Zem – Beni Mellal                                 | 151 km |
| A5     | Port Med – Rabat        | Port Tanger-Med – Tanger – Asilah – Larache – Kénitra – Salé – Rabat – Skhirat | 306 km |
| A7     | Tétouan – Fnideq        | Tétouan – M’Diq – Fnideq                                                       | 28 km  |